# Ordinal successor
En teoria de conjunts, el successor d'un nombre ordinal {\displaystyle \alpha } és el mínim nombre ordinal més gran que {\displaystyle \alpha }. Un nombre ordinal que és successor s'anomena ordinal successor. Els ordinals {\displaystyle 1}, {\displaystyle 2} i {\displaystyle 3} són els tres primers ordinals successors i els ordinals {\displaystyle \omega +1}, {\displaystyle \omega +2} i {\displaystyle \omega +3} són els tres primers ordinals successors infinits.

## Propietats
Tot ordinal diferent de 0 és un ordinal successor o un ordinal límit.

## En el model de Von Neumann
Utilitzant els nombres ordinals de von Neumann (el model estàndard dels ordinals utilitzats en teoria de conjunts), el successor {\displaystyle S(\alpha )} d'un nombre ordinal {\displaystyle \alpha } ve donat per la fórmula
{\displaystyle S(\alpha )=\alpha \cup \{\alpha \}.}
Com que l'ordre dels nombres ordinals ve donat per {\displaystyle \alpha <\beta } si i només si {\displaystyle \alpha \in \beta }, és immediat veure que no hi ha cap nombre ordinal entre {\displaystyle \alpha } i {\displaystyle S(\alpha )}, i també és clar que {\displaystyle \alpha <S(\alpha )}.

## Suma ordinal
L'operació successora es pot utilitzar per definir l'addició ordinal de forma rigorosa mitjançant recursivitat transfinita de la següent manera:
{\displaystyle \alpha +0=\alpha \!}
{\displaystyle \alpha +S(\beta )=S(\alpha +\beta )}
i per a un ordinal límit {\displaystyle \lambda }
{\displaystyle \alpha +\lambda =\bigcup _{\beta <\lambda }(\alpha +\beta )}
En particular, {\displaystyle S(\alpha )=\alpha +1}. La multiplicació i l'exponenciació ordinal es defineixen de forma similar.

## Topologia
Els punts successors i zero són els punts aïllats de la classe dels nombres ordinals respecte a la topologia de l'ordre.